# Station Veenendaal West
Station Veenendaal West is een spoorwegstation in Veenendaal, in de wijk Veenendaal-West, gelegen aan de Veenendaallijn. Het station werd geopend op 31 mei 1981 aan de toen gedeeltelijk gereactiveerde spoorlijn Amersfoort - Kesteren.
In de periode van 20 t/m 28 november 2021 heeft het station een kleine verbouwing ondergaan, waarbij de perrontegels, stationsborden en stationsvoorzieningen vernieuwd zijn. Ook is het perron aan spoor 1 met 48,8 meter verlengd en het perron aan spoor 2 met 49 meter; beide aan de westelijke zijde van het station.

## Bediening

### Trein
In de dienstregeling 2025 stoppen de volgende treinen op station Veenendaal West:
| Serie | Treinsoort    | Route                                                                                           | Bijzonderheden |
| ----- | ------------- | ----------------------------------------------------------------------------------------------- | -------------- |
| 7300  | Sprinter (NS) | Breukelen – Utrecht Centraal – Driebergen-Zeist – Veenendaal West – Veenendaal Centrum – Rhenen |                |

De laatste trein van treinserie 7300 richting Breukelen rijdt rond middernacht niet verder dan Utrecht Centraal.

### Bus
| Lijn | Route | Soort    | Vervoerder              |
| ---- | --- | -------- | ----------------------- |
| 83   | Station Veenendaal-De Klomp - Station Veenendaal West - Station Veenendaal Centrum                                            | Stadsbus | Hermes x Syntus Utrecht |
| 505  | Overberg - Station Veenendaal West - Station Veenendaal Centrum - Station Veenendaal-De Klomp - Ederveen - Lunteren - Wekerom | Buurtbus | Hermes                  |

## Ontwikkeling aantal reizigers
Het aantal door NS vervoerde reizigers (per gemiddelde werkdag) ontwikkelde zich sedert 2019 als volgt:
| Jaar | Aantal reizigers |
| ---- | ---------------- |
| 2019 | 1.573            |
| 2020 | 687              |
| 2021 | 706              |
| 2022 | 1.072            |
| 2023 | 1.250            |
| 2024 | 1.256            |

24: Rhenen ·
31: Veenendaal Centrum ·
33: Veenendaal West
Abcoude · 
Amersfoort:
-Centraal · 
-Schothorst · 
-Vathorst · 
Baarn · 
Bilthoven · 
Breukelen · 
Bunnik · 
Den Dolder · 
Driebergen-Zeist · 
Hoevelaken · 
Hollandsche Rading ·
Houten · 
-Castellum · 
Leerdam · 
Maarn · 
Maarssen · 
Rhenen · 
Soest · 
-Zuid · Soestdijk · 
Utrecht:
-Centraal · 
-Leidsche Rijn · 
-Lunetten · 
-Maliebaan · 
-Overvecht · 
-Terwijde · 
-Vaartsche Rijn · 
-Zuilen · 
Veenendaal: 
-Centrum · 
-West · 
Vleuten · 
Woerden
Voormalige stations: zie de lijst van voormalige spoorwegstations in Utrecht
21: Kesteren ·
24: Rhenen ·
31: Veenendaal Centrum ·
33: Veenendaal West ·
36: De Haar ·
41: Woudenberg-Scherpenzeel ·
45: Leusden ·
50: Amersfoort Staat ·
51: Amersfoort